# WTA 500 토너먼트
WTA 500 토너먼트(WTA 500 tournaments)는 2021년 일정 개편 이후 시행된 여자 테니스 협회 투어의 테니스 토너먼트 카테고리이다.
2021년 도입 당시 WTA 500 토너먼트의 상금은 약 $500,000였다. 이후 WTA 500 대회의 상금 규모는 점점 줄어들어 한 대회의 상금은 무려 170만 달러까지 늘어났다.
이러한 토너먼트의 우승자에게 부여되는 순위 포인트는 500점이다. 이는 그랜드 슬램 (테니스) 토너먼트("메이저") 우승 시 2,000포인트, WTA 파이널스 우승 시 최대 1,500포인트, WTA 1000 토너먼트 우승 시 1,000포인트, WTA 250 토너먼트 우승 시 250포인트와 비교된다.

## 같이 보기
- WTA 프리미어 토너먼트